# Service d'administration nationale des données et référentiels sur l'eau
Pour les articles homonymes, voir Sandre.
Le Service d'administration nationale des données et référentiels sur l'eau (Sandre) est un service français qui élabore le langage commun des données et référentiels sur l’eau pour le Système d'information sur l'eau (SIE).

## Missions et organisation du Sandre

### Missions
Le Sandre a pour mission, d'établir et de mettre à disposition le référentiel des données sur l'eau du Système d'information sur l'eau (SIE). Ce référentiel, composé de spécifications techniques et de listes de codes libres d'utilisation, décrit les modalités d'échange des données sur l'eau à l'échelle de la France. D'un point de vue informatique, le Sandre garantit approximativement l'interopérabilité des systèmes d'information relatifs à l'eau.

### Réglementation
Le Schéma national des données sur l'eau (SNDE), complété par des documents techniques dont ceux du Sandre, doit être respecté par tous ses contributeurs du Système d'information sur l'eau, conformément au décret no 2009-1543 du 11 décembre 2009. L'État prescrit les éléments du référentiel des données qui doivent être employés pour l'application de la réglementation, et les conditions de leur emploi.

### Organisation
Le Sandre est organisé en un réseau d'organismes contributeurs au SIE qui apportent leur connaissance métier, participent à l'administration du référentiel et veillent à la cohérence de l'ensemble. Le Sandre comporte des administrateurs de données au sein des organismes contributeurs du SIE. Piloté par l'Office Français de la Biodiversité (OFB), ce réseau s'appuie sur le Secrétariat technique Sandre assuré par l'Office international de l'eau (OIEau) qui anime, élabore et met à disposition le référentiel depuis son origine.

### En vidéo
- Qu'est-ce que le Sandre ? (tous publics)
- Qu'est-ce que le Sandre ? (public averti)